# Kopparlundsgymnasiet

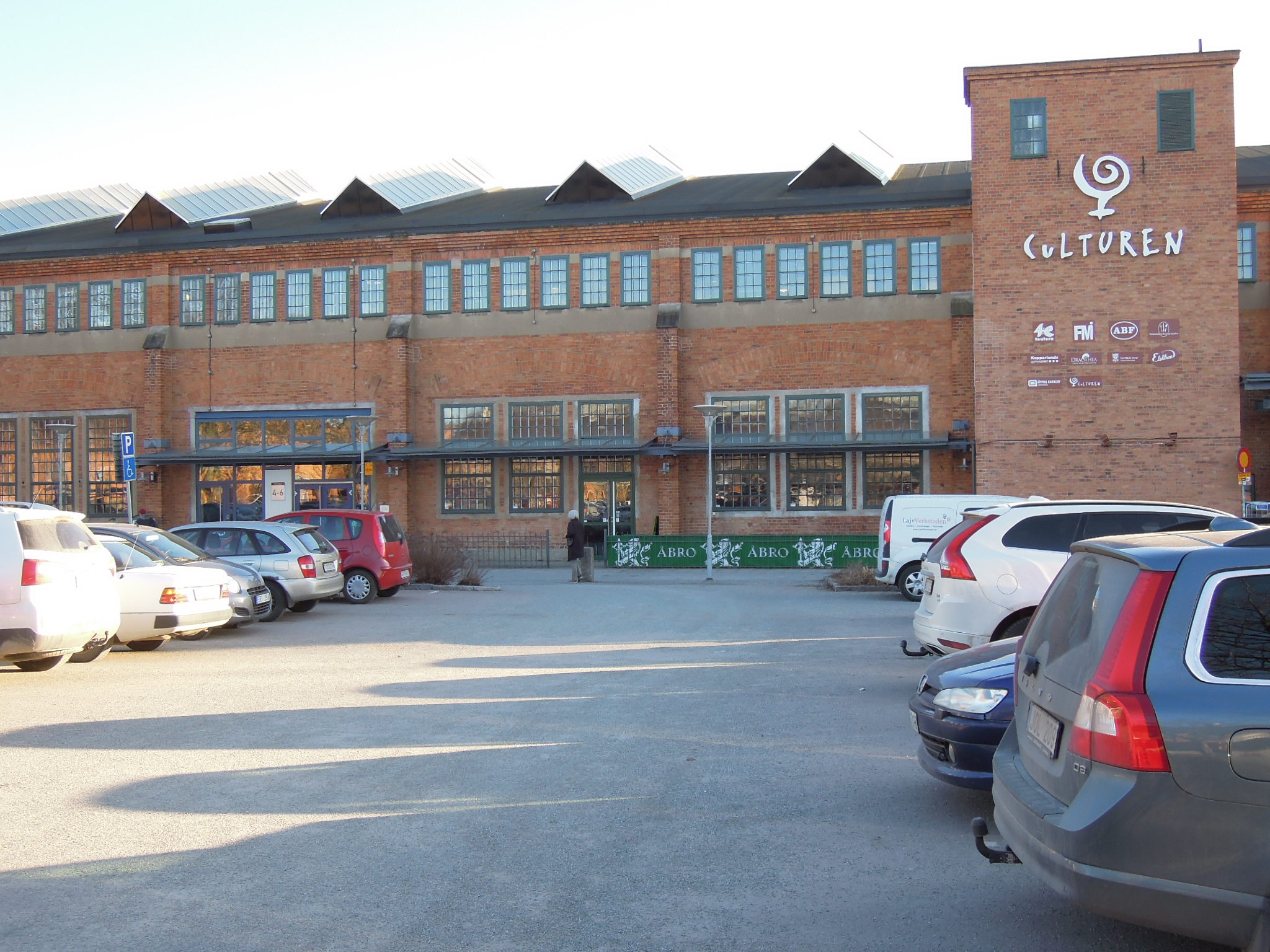
Kopparlundsgymnasiet ligger i Culturen

Kopparlundsgymnasiet är en gymnasieskola i Västerås som grundades 2001.  Skolan har totalt 180 elever, 60 elevplatser per årskurs.  Skolan erbjuder fem högskoleförberedande program; Samhällsvetenskapliga med två olika inriktningar, Estetiska programmet, Ekonomiprogrammet, Naturvetenskapligaprogrammet. Kopparlundsgymnasiet drivs utan vinstintresse som ideell förening.  Gymnasiet inryms i kulturhuset Culturen i centrala Västerås. I den Culturen finns, utöver skolan, teater, bio, radio, tv-studio, föreningar, utställningar, musikscener, restaurang och café. Det ger en kreativ miljö med många möjligheter till samverkan.

## Utbildningen
Skolans profiler är Internationell, Bild och Form, Media samt Reklam. I utbildningen varvas föreläsningar, projekt, lektioner, seminarier och självständigt arbete.För att göra eleverna redo för tiden efter studenten med mer än bra betyg väcks elevernas förmåga att reflektera, tänka kritiskt samt se saker ur flera perspektiv och i större sammanhang.
- Kopparlundsgymnasiets webbplats